# Algal Lake
Algal Lake (englisch für Algensee) ist ein kleiner, ungefähr kreisförmiger Schmelzwassersee auf Kap Evans an der Westküste der antarktischen Ross-Insel. Er liegt mittig zwischen dem Skua Lake und dem Island Lake.
Der See erhielt seinen Namen von den Biologen David T. Mason, Charles R. Goldman und Brian J. B. Wood, Jr. des U.S. Antarctic Research Program (USARP), die ihn in zwei Kampagnen von 1961 bis 1962 und von 1962 bis 1963 untersuchten. Sie benannten den See nach den markanten Anhäufungen blau-grüner Algenreste an der leewärtigen Seite des Sees.